# Сэм-Сумана, Сэмюэл
Сэмюэл Сэм-Сумана (англ. Samuel Sam-Sumana; род. 7 апреля 1962, Сефаду) — политический и государственный деятель Сьерра-Леоне, занимал должность вице-президента страны с 17 сентября 2007 года по 17 марта 2015 года. На всеобщих выборах 2007 года выдвинул свою кандидатуру от Всенародного конгресса вместе с кандидатом в президенты Эрнестом Баем Коромой. Всенародный конгресс победил кандидатов от Народной партии Соломона Береву и Момоду Корому.

## Биография
Сэмюэл Сэм-Сумана занимал должность управляющего директора Объединённой алмазодобывающей компании, расположенной в городе Койду, округ Коно, Сьерра-Леоне, а также работал региональным менеджером в «C-12 International», горнодобывающей компании из Техаса, занимающейся добычей алмазов в Сьерра-Леоне, Гвинее и Либерии. Является мусульманином и член этнической группы коно. Женат на Хадидже Сэм-Сумане. Супруги проживали в штате Миннесота в Соединённых Штатах Америки, но вернулись во Фритаун в 2007 году, когда лидер оппозиции Эрнест Бай Корома назвал Сэма-Суману кандидатом в вице-президенты от Всенародного конгресса.
17 марта 2015 года президент Эрнест Бай Корома снял Сэмюэла Сэм-Суману с должности вице-президента на том основании, что тот не исполнял свои обязанности и попросил убежища в посольстве США во Фритауне, а также за то, что он не состоял в какой-либо политической партии, хотя несколько местных и международных СМИ сообщили, что Сэм-Сумана покинул резиденцию, опасаясь за свою жизнь, прежде чем солдаты окружили его дом и разоружили телохранителей. Правительство Сьерра-Леоне заявило, что жизни вице-президента ничего не угрожает, и что солдаты пришли в дом Сэм-Суманы только для того, чтобы сменить ему телохранителей.
Затем, президент Эрнест Бай Корома уволил Сэм-Суману за то, что тот не принадлежал к политической партии, и был исключен из партии Национальным консультативным советом Всенародного конгресса 6 марта 2015 года. Сэм-Сумана заявил, что его увольнение президентом Эрнестом Бай Коромой было неконституционным и обратился в Верховный суд Сьерра-Леоне. Увольнение Сэм-Суманы было названо неконституционным основной оппозиционной Народной партией Сьерра-Леоне и Лейбористским конгрессом Сьерра-Леоне, который представляет профсоюз страны, а также Ассоциацией адвокатов Сьерра-Леоне, в которой состоят многие юристы страны.
Национальный консультативный совет Всенародного конгресса исключил Сэмюэля Сэм-Суману за то, что он якобы предоставил ложную информацию о его дипломе магистра, был обвинен в подстрекательстве к политическому насилию в округе Коно и попытке сформировать сепаратистскую фракцию новой политической партии, а также за предоставление ложной информации о своей религии. Сэмюэл Сэм-Сумана отвергал все обвинения против него и обжаловал увольнение с поста вице-президента. Он называл обвинения против него совершенно неправильными и необоснованными.
Сэмюэл Сэм-Сумана возглавил отсоединившуюся фракцию Всенародного конгресса, известную как Коалиция за перемены, и участвовал в выборах 2018 года, получив 8 мест в парламенте и несколько мест в совете в округе Коно. В хаотическом повороте событий в бывшей правящей партии Всенародный конгресс, аресте и преследовании бывших партийных и правительственных чиновников этой партии, многие видят в Сэмюэле Сэме-Сумане кандидата на возвращение к власти в стране в 2023 году.